# Synopsyllus robici
Synopsyllus robici är en loppart som beskrevs av Klein 1966. Synopsyllus robici ingår i släktet Synopsyllus och familjen husloppor. Inga underarter finns listade i Catalogue of Life.